# El tiroteig
El tiroteig (títol original en anglès: The Shooting) és una pel·lícula estatunidenca dirigida per Monte Hellman, estrenada el 1967. Ha estat doblada al català.

## Argument
Dos vaquers, Willett i Coley, escorten una misteriosa jove a canvi d'una prima. Mentre el trio travessa el desert, se'ls uneix l'estrany Billy Spear, que decideix, després de la mort d'un dels cavalls, desfer-se de Coley...

## Repartiment
- Jack Nicholson: Billy Spear
- Warren Oates: Willett Gashade
- Will Hutchins: Coley Boyard
- Millie Perkins: dona
- Charles K. Eastman: home barbut
- Guy El Tsosie: indi a Cross Tree
- Brandon Carroll: xèrif
- B.J. Merholz: Leland Drum
- Wally Moon: Diputat